# 河南广播电视台新闻频道
河南广播电视台新闻频道是河南广播电视台于2010年8月2日开播的一套以新闻节目为主的频道，其前身是河南电视台第6频道精品博览频道。节目的传播方式以有线和无线为主，网络传播为辅。卢展工任河南省委书记后，要求改革电视新闻，提出成立新闻频道，这也是中国大陆省级电视台中第三家新闻频道。新闻频道的口号是：“第一时间、第一现场。”

## 主要栏目
- 新闻进行时
- 河南午间报道
- 河南晚间报道
- 河南体育报道
- 纪实
- 豫爱同行
- 豫见自然
- 健康中原
- 河南新闻联播
- 对话中原
- 河南文旅报道
- 火线119
- 乡村振兴看中原
- 绚彩河南
- 劳模工匠竞风流
- 美丽河南美好家
- 金色梦乐园